# Przybradz
Przybradz – wieś w Polsce, położona w województwie małopolskim, w powiecie wadowickim, w gminie Wieprz, nad Wieprzówką, na Pogórzu Śląskim, przy lokalnej szosie Graboszyce – Gierałtowice.

## Nazwa
Pierwotne nazwy to "Pribroton", "Przybyradz", "Pribradz" i "Przybrodzie". Nazwa wsi może pochodzić od imienia właściciela wsi lub od położenia przy brodzie rzek Frydrychówki i Wieprzówki. Nazwę miejscowości w zlatynizowanej staropolskiej formie Priybiradz villa wymienia w latach 1470–1480 Jan Długosz w księdze Liber beneficiorum dioecesis Cracoviensis.

## Części wsi
| SIMC    | Nazwa       | Rodzaj    |
| ------- | ----------- | --------- |
| 0075883 | Górna Część | część wsi |
| 0075890 | Kanada      | część wsi |
| 0075908 | Koziniec    | część wsi |
| 0075914 | Łęg         | część wsi |
| 0075920 | Ochoc       | część wsi |
| 0075937 | Podlas      | część wsi |
| 0075943 | Selinek     | część wsi |
| 0075950 | Świnka      | część wsi |
| 0075966 | Zagrabie    | część wsi |

## Historia

### Villa Zebothonis
Przypuszcza się, że pojawiająca się często w XIV-wiecznych spisach parafii dekanatu Zator villa Zebothonis to właśnie Przybradz. Jako wieś parafialna musiała być na tyle duża, żeby być w stanie utrzymać proboszcza. Nie była już wymieniana w XV wieku, który na terenie księstwa oświęcimskiego i wydzielonego z niego w 1445 księstwa zatorskiego charakteryzował się m.in. wysokim rozbójnictwem, co mogło doprowadzić do ruchów migracyjnych i wręcz opustoszenia niektórych wsi. Wieś ta została prawdopodobnie wchłonięta przez Frydrychowice.

### Przybradz
Pierwszy wyraźna wzmianki o wsi Przybradz (Priybiradz villa sub parochia ecclesiae de Fridrichowicze) pochodzi z Liber beneficiorum dioecesis Cracoviensis Jana Długosza (1470–1480). Jako pierwsi właściciele wsi wzmiankowani są Mikołaj Saszowski herbu Saszor i Aleksander Frydrychowski herbu Kornicz w XV wieku. Kolejni to Palczowscy herbu Saszor (potomkowie i gałąź z dom Saszowskich h. Saszor), którzy sprzedali wieś w 1631 roku. W połowie XVII wieku wieś należała do Katarzyny z Bnina Śmigielskiej, żony starosty zatorskiego Pawła Leśnowolskiego herbu Roch i Krzysztofa Komorowskiego herbu Korczak starosty barwałdzkiego, liptowskiego i oświęcimskiego.
W XVIII i XIX wieku Przybradz był wsią cząstkową i należał do: Śmigielskich herbu Łodzia, Zakrzewskich herbu Bogoria, Russockich herbu Zadora, Rottermundów herbu Rotermund, Rudnickich, Błeszyńskich, Szotarskich, Ziebrowskich, Lekczyńskich herbu Nałęcz, Bierzyńskich Brücknerów, Schultesów, Pleszowskich herbu Bogoria, Smolarskich i Szczerbowskich. Pod koniec XIX wieku ukształtowały się ostatecznie dwa folwarki i Dwór. Folwark Swinka należał do Tomasza Targowskiego, od którego dzierżawili go Szczerbowscy. Folwark Górna Część i Dwór należał do Jana Bogoryi Pleszowskiego, następnie do jego zięcia Alojzego Smolarskiego. W XX wieku wieś należała do Czesława i Aleksandry Smolarskich, do których przez prawie 30 lat należały wszystkie majątki wsi. Folwark Górna Część spalił się w 1906 roku. Folwark Swinka został sprzedany Edwardowi Jezierskiemu, a Dwór adwokatom z Katowic.
Zygmunt Palczowski, który był właściciele, wsi w XVI wieku zamienił miejscowy kościół w zbór kalwiński. W XVII wieku kościół został odebrany kalwinom i wieś należała do parafii we Frydrychowicach. Nie wiadomo co się stało z kościołem. Mógł zostać on splądrowany przez innowierców lub rozebrany przez władze austriackie.
W XIX wieku w Przybradzu były czynne kopalnie rudy żelaznej.
W latach 1975–1998 miejscowość administracyjnie należała do województwa bielskiego.

## Zabytki
Obiekty wpisane do rejestru zabytków nieruchomych województwa małopolskiego.
- Budynek kaplicy pw. św. Katarzyny Sienieńskiej.
Kaplica z 1869 roku ufundowana przez J. Pleszowskiego.
- Budynek dawnego dworu wraz aleją grabową.